# جوناثان إغليسياس
جوناثان إغليسياس (بالإسبانية: Jonathan Iglesias)‏ (17 ديسمبر 1988 في الأوروغواي - ) هو لاعب كرة قدم أوروغواني في مركز الوسط. لعب مع نادي راسينغ مونتيفيديو ونادي نانسي ونادي رينتيستاس والتانك سيلي وأتليتيكو بروغريسو ‏.

## وصلات خارجية
- جوناثان إغليسياس على موقع قاعدة بيانات كرة القدم.إي يو (الإنجليزية)
- جوناثان إغليسياس على موقع ليكيب (الفرنسية)
- جوناثان إغليسياس على موقع Soccerway.com (الإنجليزية)
- جوناثان إغليسياس على موقع عالم كرة القدم.نت (الإنجليزية)
- جوناثان إغليسياس على موقع AS.com (الإسبانية)